# Équation différentielle raide
Une équation différentielle raide est une équation différentielle dont la sensibilité aux paramètres va rendre difficile la résolution par des méthodes numériques explicites. Plusieurs explications, aussi bien physiques que mathématiques, peuvent permettre d'appréhender la notion de raideur, qui reste difficilement formulable.

## Définition
Il existe plusieurs définitions formelles de la raideur d'une équation différentielle. Une des plus simples est celle de Curtiss et Hirschfelder :
« Stiff equations are equations where certain implicit methods, in particular BDF (en), perform better, usually tremendously better, than explicit ones. »
Une formulation plus mathématique passe par le comportement des valeurs propres liés au système :

Soit l'équation différentielle
{\displaystyle {\frac {\mathrm {d} u}{\mathrm {d} t}}=F(u).}
L'équation est dite raide si elle vérifie :
{\displaystyle \exists (\lambda _{1},\lambda _{2})\in \operatorname {Sp} (\mathrm {D} F(u)),\,|\lambda _{1}|<<|\lambda _{2}|}
où {\displaystyle \operatorname {Sp(M)} } est le spectre de {\displaystyle M}.
La raideur vient donc d'une différence d'échelle entre deux phénomènes dynamiques : des phénomènes à évolution « rapide » vont tendre « lentement » vers une position d'équilibre.

## Exemples
Un premier exemple simple est le système différentiel
{\displaystyle {\begin{bmatrix}x'(t)\\y'(t)\end{bmatrix}}={\begin{bmatrix}-100&0\\0&-1\end{bmatrix}}\cdot {\begin{bmatrix}x(t)\\y(t)\end{bmatrix}},}
dont les solutions sont de la forme :
{\displaystyle {\begin{bmatrix}x(t)\\y(t)\end{bmatrix}}={\begin{bmatrix}x(0)\,\mathrm {e} ^{-100\,t}\\y(0)\,\mathrm {e} ^{-t}\end{bmatrix}},}
et la décroissance rapide de {\displaystyle x} va imposer une forte contrainte sur la résolution de {\displaystyle y}.
On peut également citer les problèmes de Curtiss-Hirschfelder :
{\displaystyle y'(t)=-k\,[y(t)-\phi (t)],}
où {\displaystyle k} est une constante positive réelle. Ce problème comporte lui aussi deux échelles de temps : la prédominance de {\displaystyle -ky} pour les temps courts et de {\displaystyle +k\phi } sur les temps longs.
Les bilans de réactions chimiques peuvent également dans certains cas être décrites par des équations raides, comme la réaction de Belooussov-Jabotinski (réaction oscillante).

## A-stabilité
Le comportement des méthodes numériques de résolution pour des problèmes raides peut être analysé en appliquant ces méthodes à l'équation différentielle test {\displaystyle y'=ky} avec pour condition initiale {\displaystyle y(0)=1}, et {\displaystyle k\in \mathbb {C} }. La solution de cette équation est {\displaystyle y(t)=\mathrm {e} ^{kt}}, et elle tend vers 0 pour {\displaystyle t\to \infty } dans le cas où {\displaystyle \operatorname {Re} (k)<0.} Si la méthode numérique permet de retrouver cette propriété (pour un pas fixe), la méthode est dite A-stable.